# الأفعال المعتلة الألمانية
الأفعال المعتلة في اللغات الجرمانية هي الآن أكبر مجموعة من الأفعال، والتي غالباً ما تعتبر معيار (الأفعال العادية)، على الرغم من أنها تاريخياً ليست الأقدم أو الأكثر أصالة.